# Hans Christoph Fesenmair
Hans Christoph Fesenmair auch Johann Christoph Fesenmay(e)r (* 1587 in Neresheim; † 25. April 1664 in Augsburg) war ein bedeutender Augsburger Goldschmied, Stadtrat und Bürgermeister.

## Leben
Der aus Neresheim stammende Hans Christoph Fesenmair ließ sich 1609 in Augsburg nachweisen. Dort dem Gewebe eines Goldarbeiters nachgehend, bestand er 1618 die Meisterprüfung. 1624 wurde er Vorsteher der Goldschmiede, 1629 Beschaumeister und von 1638 bis 1659 Mitglied des kleinen Rates. Seit 1622 war er für das Augsburger Domkapitel und später für die Reichsstadt tätig. Des Weiteren belieferte er den kaiserlichen Hof in Wien und Innsbruck sowie den kurfürstlichen Hof in Köln. Fesenmair, der zuletzt als Bürgermeister fungiert haben soll und dem kleinen und großen Rat angehörte, starb am 25. April 1664 in Augsburg. Er war seit 1619 mit Magdalena Asperger und nach deren Tode seit 1631 mit Elisabeth Edl verheiratet. Möglicherweise war er ein naher Verwandter des ebenfalls aus Neresheim stammenden Augsburger Goldschmiedes Georg Wilhelm Fesenmair († 1672). Er ist nicht zu Verwechseln mit dem Kaufmann Johann Christoph Fesenmair, der 1625 in den erblichen Reichsadelsstand erhoben wurde und 1627 den Augsburger Patrizierstand erhielt.